# Helge Zandén

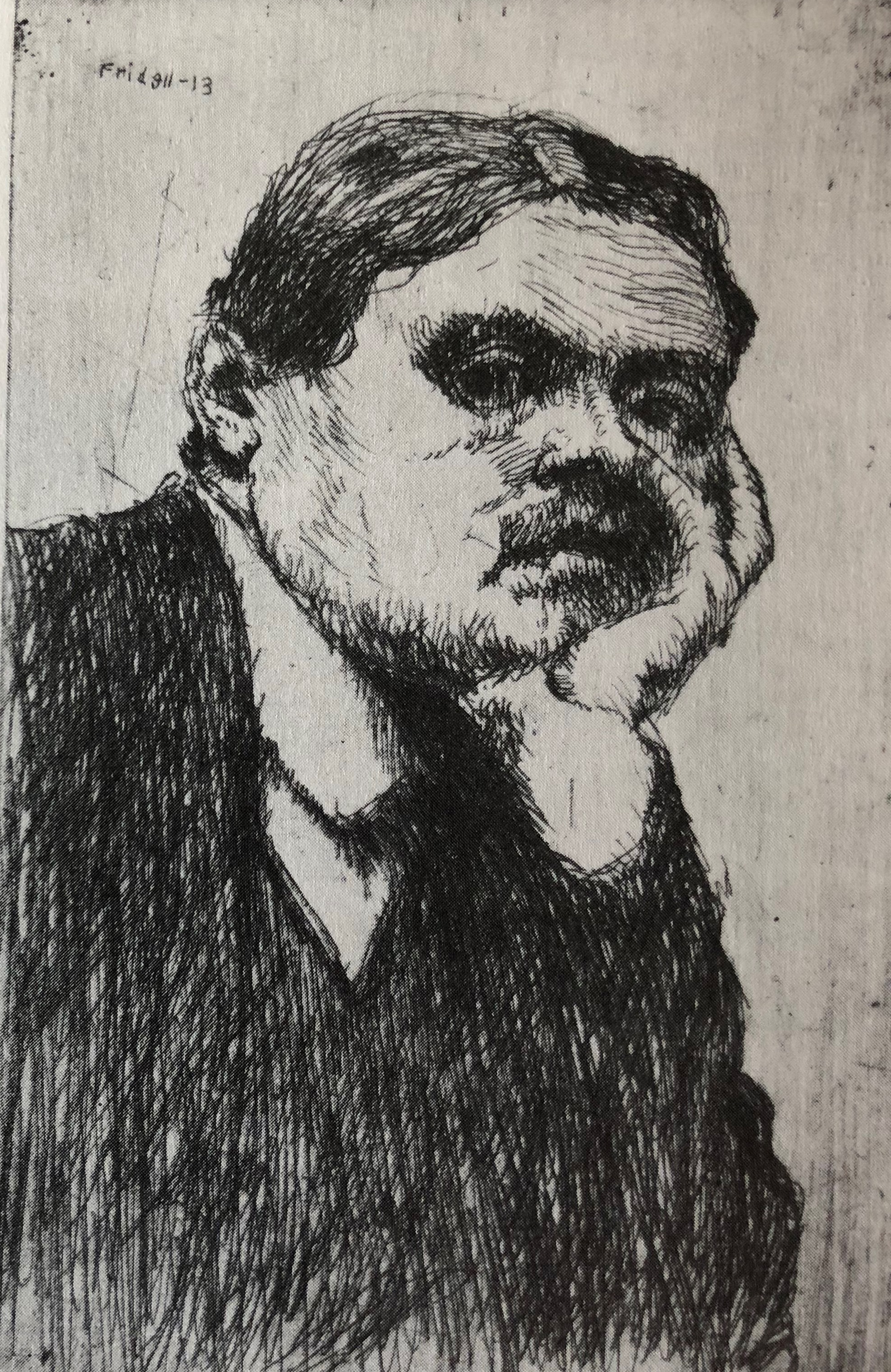
Helge Zandén 1913 - etsning av Axel Fridell

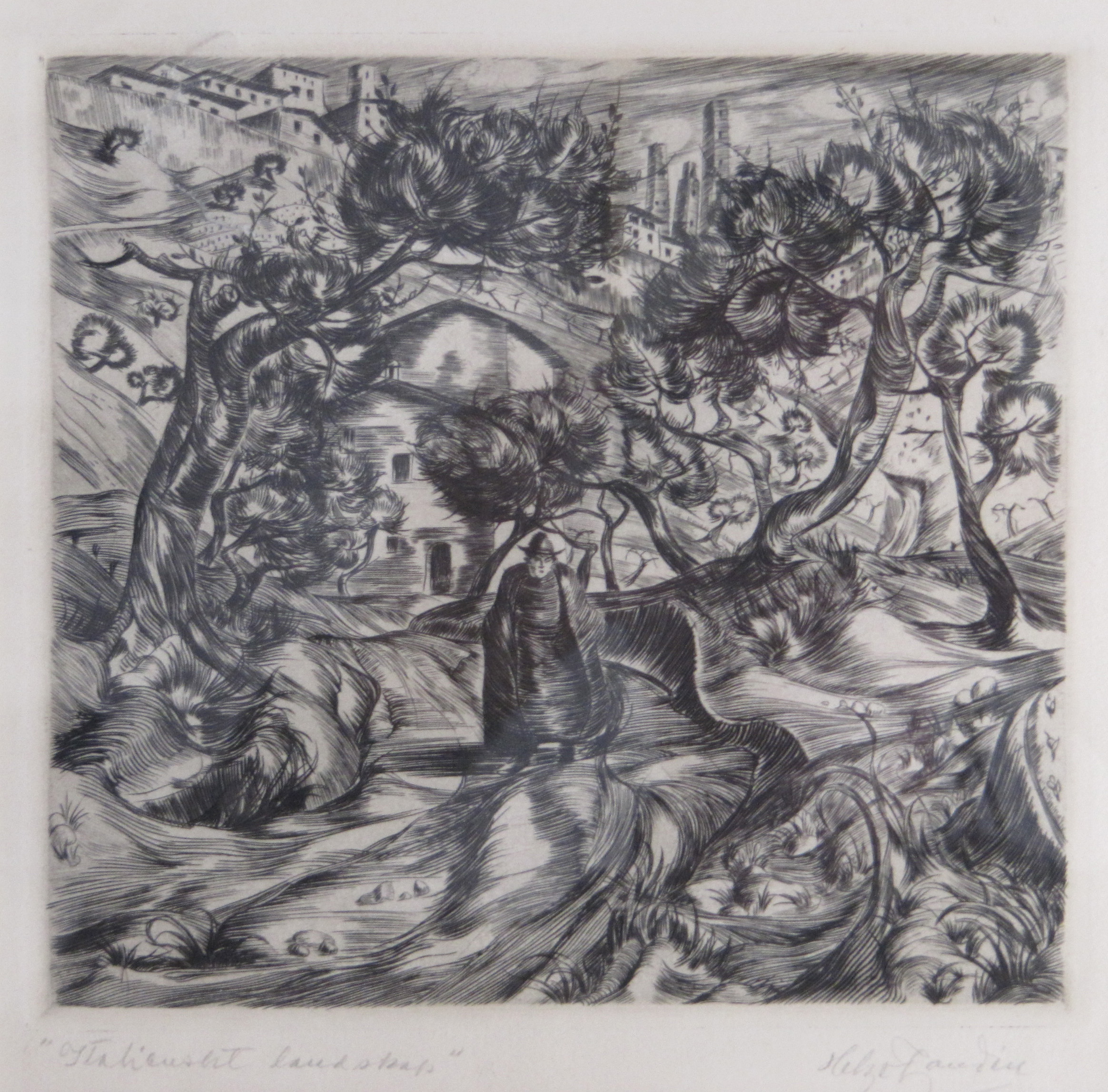
Italienskt landskap, kopparstick av Helge Zandén (1921). Troligtvis utanför San Gimignano.

Helge Zandén, född 23 juli 1886 i Borås, död 9 januari 1972 i Falun, var en svensk Konstnär och grafiker. Han tillhörde konstnärsgruppen Falugrafikerna.

## Biografi
Redan år 1906 bosatte sig Zandén i Falun. Under åren 1910–1917 studerade han dock i Stockholm, först vid Althins målarskola, sedan vid Konstakademien. Med avbrott för studieresor, framför allt under 1920-talet, var han sedan bosatt i Falun fram till sin död. Zandén tillhörde gruppen Falugrafikerna.
Efter studierna i Stockholm intresserade sig Zandén för att måla arbetsbilder från Falu koppargruva i Jean-François Millets anda. Dessa målningar kännetecknas av att de är välstämda och ofta gråaktig kolorit.
Ganska snart började han intressera sig för grafiken, och det är inom detta område han har gjort sig mest känd. De första grafiska bladen hade kommit redan år 1913, och under 1910-talet arbetade han framför allt med teknikerna etsning och torrnål. Motiven hämtade han från naturen, stadsmiljöer, och en hel del porträtt.
År 1920 gjorde han sin första studieresa utomlands, till Frankrike och Italien. Från detta år härstammar många fina grafiska blad, föreställande bl.a. stadsmiljöer i Montrichard och Mennetout i Frankrike. Från den italienska delen av resan kommer Zandéns första kopparstick föreställande bl.a. olika toskanska motiv, till exempel från Volterra och San Gimignano. Kopparsticket, med dess långa böljande linjer, var en teknik som passade Zandén särskilt väl.
Återkommen till Falun utnyttjade han också kopparsticket för att avbilda miljöer vid Falu koppargruva, till exempel Stora Stöten och Creutz lave. Även i gruvbilderna använde han ett böljande, expressivt kompositionssätt.
År 1929 gjorde Zandén en studieresa till Island. Det isländska landskapet vid Alltingets gamla mötesplats Þingvellir (Tingvalla) tilltalade Zandén, och från denna vistelse kommer fem svart-vita litografier i stort format. Från Þingvellir kommer också Zandéns mest storslagna blad, kopparsticket Silfrá (som egentligen ska vara utan accent - Silfra) i formatet 518 x 655 mm. Med plåten till detta blad arbetade Zandén i två år (1931–1932).
Zandén är representerad på bland annat Dalarnas museum, Göteborgs konstmuseum, Moderna museet, Waldemarsudde och Norrköpings Konstmuseum.
Han är gravsatt i Skogs minneslund på Skogskyrkogården i Falun.